# Shooter (groupe de rock)
Pour les articles homonymes, voir shooter.
Shooter est un groupe de rock français. Le groupe s'est formé en juin 2000 à Nantes.
Très influencé par les grands Ozzy Osbourne et Gotthard, ce sont des habitués des gros concerts et des festivals. Le groupe Shooter s'est fait remarquer en mai 2002, après avoir joué en première partie du groupe Status Quo à Nantes devant 5 000 personnes, ainsi qu'en juin 2002 lors de son passage à Bobital au Festival des Terre-Neuvas devant 30 000 personnes.

## Membres du groupe
- André Fuciarelli : Chant[1]
- Pat (Patrick) Nivesse : Basse[1]
- Rod Astanio : Batterie
- Matt Toledo : Guitare[1]